# Campeonato Mundial de Rugby M19 División A de 2006
El Campeonato Mundial de Rugby M19 de 2006 se disputó en Emiratos Árabes Unidos y fue la trigésima octava edición del torneo en categoría M19.

## Resultados

### Primera Fase
| Pos. | Equipo        | Encuentros | Encuentros | Encuentros | Encuentros | Tantos  | Tantos    | Tantos     | Puntos Totales |
| Pos. | Equipo        | jugados    | ganados    | empatados  | perdidos   | a favor | en contra | diferencia | Puntos Totales |
| ---- | ------------- | ---------- | ---------- | ---------- | ---------- | ------- | --------- | ---------- | -------------- |
| 1    | Nueva Zelanda | 3          | 3          | 0          | 0          | 150     | 41        | +109       | 14             |
| 2    | Francia       | 3          | 3          | 0          | 0          | 87      | 33        | +54        | 11             |
| 3    | Australia     | 3          | 2          | 0          | 1          | 183     | 34        | +149       | 11             |
| 4    | Inglaterra    | 3          | 2          | 0          | 1          | 89      | 58        | +31        | 11             |
| 5    | Gales         | 3          | 2          | 0          | 1          | 119     | 43        | +76        | 10             |
| 6    | Irlanda       | 3          | 2          | 0          | 1          | 51      | 57        | -6         | 8              |
| 7    | Argentina     | 3          | 1          | 0          | 2          | 45      | 55        | -10        | 6              |
| 8    | Sudáfrica     | 3          | 1          | 0          | 2          | 65      | 87        | -22        | 5              |
| 9    | Escocia       | 3          | 1          | 0          | 2          | 56      | 113       | -57        | 5              |
| 10   | Japón         | 3          | 1          | 0          | 2          | 40      | 155       | -115       | 5              |
| 11   | Samoa         | 3          | 0          | 0          | 3          | 23      | 70        | -47        | 2              |
| 12   | Rumania       | 3          | 0          | 0          | 3          | 26      | 188       | -162       | 0              |

|  | Semifinales 1° al 4° puesto |

|  | Semifinales 5° al 8° puesto |

#### Resultados
| 5 de abril | Argentina | 10 - 8 | Samoa |  |  |

| 5 de abril | Nueva Zelanda | 38 - 14 | Gales |  |  |

| 5 de abril | Inglaterra | 16 - 17 | Irlanda |  |  |

| 5 de abril | Japón | 30 - 17 | Rumania |  |  |

| 5 de abril | Escocia | 3 - 78 | Australia |  |  |

| 5 de abril | Sudáfrica | 3 - 42 | Francia |  |  |

| 9 de abril | Argentina | 23 - 28 | Inglaterra |  |  |

| 9 de abril | Francia | 26 - 18 | Irlanda |  |  |

| 9 de abril | Nueva Zelanda | 90 - 10 | Japón |  |  |

| 9 de abril | Rumania | 9 - 88 | Australia |  |  |

| 9 de abril | Escocia | 5 - 35 | Gales |  |  |

| 9 de abril | Sudáfrica | 44 - 0 | Samoa |  |  |

| 12 de abril | Samoa | 15 - 16 | Irlanda |  |  |

| 12 de abril | Argentina | 12 - 19 | Francia |  |  |

| 12 de abril | Nueva Zelanda | 22 - 17 | Australia |  |  |

| 12 de abril | Rumania | 0 - 70 | Gales |  |  |

| 12 de abril | Escocia | 48 - 0 | Japón |  |  |

| 12 de abril | Sudáfrica | 18 - 45 | Inglaterra |  |  |

### Semifinales 9° al 12° puesto
| 17 de abril | Japón | 0 - 26 | Samoa |  |  |

| 17 de abril | Escocia | 38 - 10 | Rumania |  |  |

### Semifinales 5° al 8° puesto
| 17 de abril | Argentina | 13 - 19 | Irlanda |  |  |

| 17 de abril | Gales | 33 - 21 | Sudáfrica |  |  |

### Semifinal 1° al 4° puesto
| 17 de abril | Nueva Zelanda | 24 - 11 | Inglaterra |  |  |

| 17 de abril | Francia | 16 - 26 | Australia |  |  |

### 11° puesto
| 21 de abril | Japón | 13 - 13 | Rumania |  |  |

### 9° puesto
| 21 de abril | Samoa | 12 - 18 | Escocia |  |  |

### 7° puesto
| 21 de abril | Argentina | 26 - 7 | Sudáfrica |  |  |

### Quinto puesto
| 21 de abril | Gales | 15 - 20 | Irlanda |  |  |

### Tercer puesto
| 21 de abril | Francia | 12 - 12 | Inglaterra |  |  |

### Final
| 21 de abril | Nueva Zelanda | 13 - 17 | Australia |  |  |

| Bandera de Australia |
| Campeón Australia    |
| Primer título        |